# Carl Finck von Finckenstein (Politiker, 1794)
Carl Ludwig Wilhelm Bonaventura Graf Finck von Finckenstein (* 13. Mai 1794 in Jäskendorf; † 19. Januar 1865 ebenda) war deutscher Gutsbesitzer und Politiker.

## Familie
Finck von Finckenstein war der Sohn des Landschaftsdirektors im preußischen Oberlande Georg Konrad Graf Finck von Finckenstein und dessen Ehefrau Henriette Catharina Freiin von Korff. Er heiratete am 3. April 1819 Wilhelmine von Tippelskirch a.d.H. Wilknit (* 19. Mai 1797 in Wilknitten; † 9. April 1859 in Jäskendorf), die Tochter des preußischen Hauptmanns und Hospitaldirektors Friedrich von Tippelskirch auf Pellen und Wilknitten. Aus der Ehe gingen die gemeinsamen Söhne Konrad Karl Finck von Finckenstein und Carl Finck von Finckenstein hervor. Konrad Finck von Finckenstein ist ein Enkel, Hans Finck von Finckenstein ein Neffe.

## Leben
Finck von Finckenstein trat 1813 in das 2. Westpreußische Dragonerregiment ein und wurde im gleichen Jahr zum Fähnrich und zum Leutnant befördert. 1815 wurde er zum 8. Dragonerregiment und 1815 zum 4. Dragonerregiment versetzt und nahm 1815 seinen Abschied.
1813 erbte er die Güter der Gilgenburger-Jankendorfer Linie mit den darauf lastenden Schulden. Nach langjährigen Auseinandersetzungen verlor er 1831 dieses Erbe. 1826 war er Erbe der Schöneberger Linie. Auch hier kam es zu Erbauseinandersetzungen, diesmal 1829 mit seinem Bruder Conrad. Danach war er Herr auf Jäskendorf. Nach dem Tod seines kinderlosen Bruders Conrad 1851 wurde er auch Erbe von Finckenstein-Schönberg.
1833 wurde er Generallandschaftsrat und 1846 Obermarschall des Königreichs Preußen, später Landhofmeister im Königreich Preußen. Er war Mitglied der Provinziallandtags der Provinz Preußen und dort stellvertretender Landtagsmarschall. 1847 war er Mitglied des Ersten Vereinigten Landtag. 1850 gehörte er dem Staatenhaus des Erfurter Unionsparlaments an. Vom 12. Oktober 1854 bis zum 19. Januar 1865 war er – als Inhaber eines der vier großen Landesämter im Königreich Preußen – Mitglied im Preußischen Herrenhaus.